# Parotis fallacialis
Parotis fallacialis is een vlinder uit de familie van de grasmotten (Crambidae), uit de onderfamilie van de Spilomelinae. De wetenschappelijke naam van deze soort is voor het eerst voorgesteld als Margaronia fallacialis door Pieter Snellen in een publicatie uit 1890.
De soort komt voor in India (Sikkim).